# Liste der Herrscher Irlands
Die Liste der Herrscher Irlands enthält die Herrscher und Monarchen, die seit dem Beginn des hohen Mittelalters über die irische Insel bis zum Act of Union von 1800 geboten, durch den die Personalunion zwischen dem Königreich Irland und dem Königreich Großbritannien durch eine Realunion mit dem Namen „Vereinigtes Königreich Großbritannien und Irland“ ersetzt wurde.

## Das irische Hochkönigtum
Das frühmittelalterliche Irland war durch mehrere miteinander rivalisierende Clans geprägt, die die Herrschaft in mehreren Kleinkönigreichen innehatten. Die dominierenden Clans gehörten dem Dynastieverband der Uí Néill (O’Neill) an, die ihre Herkunft von dem halblegendären irischen Hochkönig Níall Noígíallach („Niall mit den neun Geiseln“) herleiteten. Dies waren die Cenél Conaill, Cenél nÉndae, Cenél nEógain, Cenél Coirpri, Cenél Lóegaire, Clann Cholmáin, Síl nÁedo Sláine und Cenél Fiachach. Daneben existierten noch weitere Clans, die um die Herrschaft in den Kleinkönigreichen Ailech, Mide, Connacht, Munster, Ulster und Leinster stritten.
Die ersten historisch greifbaren Hochkönige (irisch: Árd Rí na hÉireann) traten allerdings erst im 9. Jahrhundert auf. Diese waren in der Regel Könige eines der Kleinkönigreiche, die eine dominierende Stellung gegenüber den anderen Kleinkönigen erlangten oder denen eine Anerkennung als Hochkönige entgegengebracht wurde. Faktisch aber konnte keiner der Hochkönige je eine Alleinherrschaft auf der Insel errichten, da solchen Bestrebungen die Kleinkönige entgegentraten.
| Name Alternativnamen (Lebensdaten)                      | Regierungszeit | Clan                    | Verwandtschaft                                    | Anmerkungen |
| ------------------------------------------------------- | -------------- | ----------------------- | ------------------------------------------------- | --- |
| Máel Sechnaill mac Máele Ruanaid († 30. November 862)   | 846–862        | Clann Cholmáin          |                                                   | König von Mide. Erster historisch greifbarer „König von ganz Irland“ (ri hÉrenn uile). |
| Áed Findliath Áed der gute Krieger († 879)              | 862–879        | Cenél nEógain           | Sohn von Niall Caille                             | König von Ailech. |
| Flann Sinna Flann vom Shannon († 25. Mai 916)           | 879–916        | Clann Cholmáin          | Sohn von Máel Sechnaill                           | König von Mide. In seiner Zeit begannen die Einfälle der Wikinger auf der irischen Insel. |
| Niall Glúndub († 14. September 919)                     | 916–919        | Cenél nEógain           | Sohn von Áed Findliath                            | König von Ailech. Gefallen im Kampf gegen Wikinger. |
| Donnachd Donn Duncan mit dem braunen Haar († 944)       | 919–944        | Clann Cholmáin          | Sohn von Flann Sinna                              | König von Mide. |
| Congalach Cnogba († 956)                                | 944–956        | Síl nÁedo Sláine        | Neffe mütterlicherseits des Vorgängers            | König von Mide. |
| Domnall ua Néill († 980)                                | 956–980        | Cenél nEógain           | Enkel von Niall Glúbdub                           | König von Ailech, nannte sich als erster „Hochkönig von Irland“. |
| Máel Sechnaill mac Domnaill († 2. September 1022)       | 980–1002       | Clann Cholmáin          | Enkel von Donnchad Donn                           | König von Mide, siegte 980 über die Wikinger in der Schlacht von Tara, von Brian Boru verdrängt. |
| Brian Boru Brian Bóruma mac Cennétig († 23. April 1014) | 1002–1014      | Dál gCais               | Enkel von Donnchad Donn                           | König von Munster und Leinster, erster Hochkönig der nicht der Uí Néill angehörte, siegte und fiel 1014 gegen die Wikinger in der Schlacht von Clontarf. Die nach ihm benannte Brian Boru Harp ist seit dem 16. Jahrhundert das Wappen Irlands. Seine Nachkommen sind die O’Brian. |
| Máel Sechnaill mac Domnaill († 2. September 1022)       | 1014–1022      | Clann Cholmáin          |                                                   | |
| Diarmait mac Maíl na mBó († 7. Februar 1072)            | 1022–1072      | Uí Chainnselaig         |                                                   | König von Leinster. |
| Toirdelbach Ua Briain († 14. Juli 1086)                 | 1072–1086      | Dál gCais               | Enkel von Brian Boru                              | König von Munster. |
| Domnall Ua Lochlainn († 10. Februar 1121)               | 1086–1121      | Cenél nEógain           |                                                   | König von Ailech. |
| Muirchertach Ua Briain († 10. März 1119)                | 1101–1119      | Dál gCais               | Sohn von Toirdelbach                              | König von Munster, erhob sich 1101 zum Hochkönig. |
| Tairrdelbach Ua Conchobair († 1156)                     | 1120–1156      | Uí Briúin Síl Muiredaig | Enkel mütterlicherseits von Toirdelbach Ua Briain | König von Connacht. |
| Muirchertach Mac Lochlainn († 1166)                     | 1156–1166      | Cenél nEógain           | Enkel mütterlicherseits von Toirdelbach Ua Briain | König von Tyrone. |
| Ruaidrí Ua Conchobair († 1186)                          | 1166–1186      | Uí Briúin Síl Muiredaig | Sohn von Tairrdelbach Ua Conchobair               | König von Connacht, letzter irischer Hochkönig. In seiner Zeit begann ab 1169 die Landnahme der Anglonormannen in Ostirland. |

## Die englische Herrschaft in Irland
Im Jahr 1169 übernahm mit Richard „Strongbow“ de Clare der erste Anglonormanne die Herrschaft auf irischem Boden, indem er das Königreich Leinster an sich brachte. Bereits im Jahr 1172 landete der englische König Heinrich II. Kurzmantel auf der Insel und unterwarf deren Osten der direkten englischen Herrschaft. Als der zunächst abgesetzte und dann von Heinrich rehabilitierte Strongbow im Jahr 1176 starb, ging der Titel auf seinen minderjährigen Sohn Gilbert über, der 1185 im Alter von 12 Jahren starb. Der Titel wurde später dem Mann seiner Tochter Isabel, Sir William Marshal, neu verliehen, der die zweite Linie der Earls of Pembroke begründete.
Nachdem Johann Ohneland 1199 den englischen Thron bestiegen hatte, war die irische Herrschaft (irisch: Tiarnas na hÉireann, engl.: Lordship of Ireland) mit der englischen Krone verbunden. Die englischen Könige waren fortan bestrebt, die Insel dauerhaft zu unterwerfen, indem sie englische Verwaltungsstrukturen etablierten und Land an englische Siedler und Adlige (Hiberno-Normannen) vergaben. Dagegen formierte sich in aller Regelmäßigkeit der Widerstand der eingesessenen irischen Bevölkerung, angeführt von deren Clanns, so dass die Engländer das gesamte Mittelalter über faktisch nie die Herrschaft auf der gesamten Insel wahrnehmen konnten. Irische Clannherrschaften konnten sich in weiten Teilen der Insel behaupten.

### Haus Plantagenet(angevinische Dynastie)
| Bild | Name Alternativnamen (Lebensdaten)                                           | Regierungszeit | Verwandtschaft       | Anmerkungen |
| ---- | ---------------------------------------------------------------------------- | -------------- | -------------------- | --- |
|      | Heinrich II. Kurzmantel Henri Court-manteau (* 5. März 1133; † 6. Juli 1189) | 1154–1177      |                      | Landete im Jahr 1172 auf der irischen Insel und unterwarf deren Osten der direkten englischen Herrschaft. Die Insel geriet damit in Territorialverbund des angevinischen Reichs. |
|      | Johann Ohneland Jean sans Terre (* 24. Dezember 1167; † 19. Oktober 1216)    | 1177–1216      | Sohn des Vorgängers  | Johann wurde 1177 von seinem Vater zum Herrn von Irland ernannt. Nachdem er 1199 den englischen Thron übernommen hatte, wurde die irische Herrschaft mit der englischen Krone dauerhaft verbunden. Johann führte in den Jahren 1185 und 1210 persönlich je einen Feldzug auf die Insel, um deren Clans zu unterwerfen und um sie einer englischen Administration zu unterstellen. Das Land wurde an englische Barone vergeben und ein Justiciar wurde als Stellvertreter des Königs installiert. |
|      | Heinrich III. Henry of Winchester (* 1. Oktober 1207; † 16. November 1272)   | 1216–1272      | Sohn des Vorgängers  | Gegen die englische Herrschaft erhob sich 1258 eine irische Allianz unter Brian Ua Néill (Brian O’Neill), der auch zum Hochkönig proklamiert wurde. Die Iren wurden aber 1260 in der Schlacht von Druim-dearg geschlagen, Brian fiel. |
|      | Eduard I. Edward Longshanks (* 17. Juni 1239; † 7. Juli 1307)                | 1272–1307      | Sohn des Vorgängers  | Fortschreitende Aufstände der Iren. Die Engländer unter Thomas de Clare unterwerfen 1276 das Fürstentum Thomond, unterlagen aber in einer Schlacht bei Glenmalure. 1297 wird in Dublin ein anglo-irisches Parlament installiert. |
|      | Eduard II. Edward of Caernarfon (* 25. April 1284; † 21. September 1327)     | 1307–1327      | Sohn des Vorgängers  | Erneuter Aufstand der irischen Clanns, die am 1. Mai 1316 den schottischen Königsbruder Edward Bruce zu ihrem Hochkönig krönten. Die Iren siegen am 10. Mai 1318 bei Dysert O’Dea, werden aber am 14. Oktober 1318 bei Faughart geschlagen und Edward Bruce getötet. |
|      | Eduard III. (* 13. November 1312; † 21. Juni 1377)                           | 1327–1377      | Sohn des Vorgängers  | |
|      | Richard II. Richard of Bordeaux (* 6. Januar 1367; † 14. Februar 1400)       | 1377–1399      | Enkel des Vorgängers | Er ernannte 1386 seinen Günstling Robert de Vere, 9. Earl of Oxford, zum „Duke of Ireland“. Führte 1394/95 persönlich einen Feldzug nach Irland, der die englische Herrschaft stabilisierte. Zog 1399 ein zweites Mal auf die Insel, musste den Feldzug aber abbrechen als Henry of Bolingbroke in England nach dem Thron griff. Er war der letzte mittelalterliche Landesherr, der den irischen Boden betrat.                                                                                   |

### Haus Lancaster
| Bild | Name Alternativnamen (Lebensdaten)                                      | Regierungszeit | Verwandtschaft        | Anmerkungen |
| ---- | ----------------------------------------------------------------------- | -------------- | --------------------- | ----------- |
|      | Heinrich IV. Henry of Bolingbroke (* 1366/67; † 20. März 1413)          | 1399–1413      | Enkel von Eduard III. |             |
|      | Heinrich V. Henry of Monmouth (* 16. September 1387; † 31. August 1422) | 1413–1422      | Sohn des Vorgängers   |             |
|      | Heinrich VI. (* 6. Dezember 1421; † 21. Mai 1471)                       | 1422–1461      | Sohn des Vorgängers   |             |

### Haus York
| Bild | Name Alternativnamen (Lebensdaten)                            | Regierungszeit | Verwandtschaft             | Anmerkungen |
| ---- | ------------------------------------------------------------- | -------------- | -------------------------- | ----------- |
|      | Eduard IV. Edward of York (* 28. April 1442; † 9. April 1483) | 1461–1470      | Ur-Urenkel von Eduard III. |             |

### Haus Lancaster
| Bild | Name Alternativnamen (Lebensdaten)                | Regierungszeit | Verwandtschaft | Anmerkungen |
| ---- | ------------------------------------------------- | -------------- | -------------- | ----------- |
|      | Heinrich VI. (* 6. Dezember 1421; † 21. Mai 1471) | 1470–1471      |                |             |

### Haus York
| Bild | Name Alternativnamen (Lebensdaten)                                        | Regierungszeit | Verwandtschaft          | Anmerkungen |
| ---- | ------------------------------------------------------------------------- | -------------- | ----------------------- | ----------- |
|      | Eduard IV. Edward of York (* 28. April 1442; † 9. April 1483)             | 1471–1483      |                         |             |
|      | Eduard V. (* 1470; † vermutlich 1483)                                     | 1483           | Sohn des Vorgängers     |             |
|      | Richard III. Richard of Gloucester (* 2. Oktober 1452; † 22. August 1485) | 1483–1485      | Onkel seines Vorgängers |             |

### Haus Tudor
| Bild | Name Alternativnamen (Lebensdaten)                              | Regierungszeit | Verwandtschaft                | Anmerkungen |
| ---- | --------------------------------------------------------------- | -------------- | ----------------------------- | ----------- |
|      | Heinrich VII. Henry Tudor (* 28. Januar 1457; † 21. April 1509) | 1485–1509      | Ur-Ur-Urenkel von Eduard III. |             |
|      | Heinrich VIII. (* 28. Juni 1491; † 28. Januar 1547)             | 1509–1541      | Sohn des Vorgängers           |             |

## Das Königreich Irland
Erst zu Beginn der Neuzeit unter dem Haus Tudor begannen die Engländer Irland systematisch und nachhaltig zu unterwerfen. Durch den 1541 erlassenen Act of the Irish Parliament wurde die englische Herrschaft in ein Königreich (eng: Kingdom of Ireland) definiert, das in Personalunion mit dem englischen Königtum stand. Unter der Herrschaft Königin Elisabeth I. begehrten die Iren im neunjährigen Krieg (1594–1603) erfolglos gegen England auf. Durch den von England geförderten Protestantismus verschärften sich die Gegensätze der Krone gegenüber der dem Katholizismus anhängenden irischen Bevölkerung. Diese konnte aber auch den Sturz des englischen Königtums 1649 nicht zur Erlangung der eigenen Freiheit nutzen, nachdem der Lordprotektor Oliver Cromwell in einem blutigen Feldzug die englisch-protestantische Herrschaft auf Irland zementierte. Dies wiederholte sich 1689 nach der Glorious Revolution in den Feldzügen des Wilhelm III. von Oranien, nach denen die irische Unabhängigkeitsbewegung abnahm.
Da der Souverän des Königreichs nur selten persönlich in Irland zugegen war, wurde er von dem Lord Lieutenant of Ireland vertreten, der aus dem Amt des Justiciars hervorgegangen war.

### Haus Tudor
| Bild                            | Name Alternativnamen (Lebensdaten)                                             | Regierungszeit       | Verwandtschaft                              | Anmerkungen |
| ------------------------------- | ------------------------------------------------------------------------------ | -------------------- | ------------------------------------------- | --- |
|                                 | Heinrich VIII. (* 28. Juni 1491; † 28. Januar 1547)                            | 1541–1547            |                                             | |
|                                 | Eduard VI. (* 12. Oktober 1537; † 6. Juli 1553)                                | 1547–1553            | Sohn des Vorgängers                         | |
|                                 | Maria I. die Blutige Bloody Mary (* 18. Februar 1516; † 17. November 1558)     | 1553–1558            | Halbschwester des Vorgängers                | |
| Philipp Philipp II. von Spanien | 1554–1558                                                                      | Ehemann von Maria I. | Mitkönig seiner Frau in England und Irland. | |
|                                 | Elisabeth I. Elizabeth the Virgin Queen (* 7. September 1533; † 24. März 1603) | 1558–1603            | Halbschwester der Vorgängerin               | Der neunjährigen Krieg (1594–1603) endet für die Iren unter Aodh Mór Ó Néill, 2. Earl of Tyrone, mit einer Niederlage. |

### Haus Stuart
| Bild | Name Alternativnamen (Lebensdaten)               | Regierungszeit | Verwandtschaft               | Anmerkungen |
| ---- | ------------------------------------------------ | -------------- | ---------------------------- | --- |
|      | Jakob I. (* 19. Juni 1566; † 27. März 1625)      | 1603–1625      | Ur-Urenkel von Heinrich VII. | König von Schottland. Trat 1603 als Erbe der Tudor auch die Thronfolge in England und Irland an und begründete damit die Personalunion zwischen den drei Königreichen. |
|      | Karl I. (* 19. November 1600; † 30. Januar 1649) | 1625–1649      | Sohn des Vorgängers          | |

### Irland imCommonwealth of England
| Bild | Name Alternativnamen (Lebensdaten)                      | Regierungszeit | Verwandtschaft      | Anmerkungen |
| ---- | ------------------------------------------------------- | -------------- | ------------------- | --- |
|      | Oliver Cromwell (* 25. April 1599; † 3. September 1658) | 1649–1658      |                     | Als Lordprotektor de facto Herrscher des republikanischen England. Unterwarf in mehreren Feldzügen auch Schottland und Irland der englischen Herrschaft (Rückeroberung Irlands). Beging dabei unter anderem 1649 das Massaker von Drogheda. |
|      | Richard Cromwell (* 4. Oktober 1626; † 12. Juli 1712)   | 1658–1659      | Sohn des Vorgängers | Gab das Amt des Lordprotektors auf, worauf die Restauration des Stuartkönigtums folgte. |

### Haus Stuart
| Bild | Name Alternativnamen (Lebensdaten)                                                                                            | Regierungszeit                                    | Verwandtschaft                         | Anmerkungen |
| ---- | --- | ------------------------------------------------- | -------------------------------------- | --- |
|      | Karl II. (* 29. Mai 1630; † 6. Februar 1685)                                                                                  | 1660–1685                                         | Sohn von Karl I.                       | Bereits 1651 zum König von Schottland gekrönt, musste aber nach der Niederlage von Worcester gegen Cromwell nach Frankreich fliehen. Die Amtsaufgabe Richard Cromwells ermöglichte 1660 die Restauration des Königtums in England unter Anerkennung des Parlaments. Karl geriet aber wegen seiner Ehe mit einer katholischen Prinzessin in Konflikt mit dem Parlament. War im zweiten anglo-niederländischen Krieg unterlegen, konnte aber die Kolonie Nieuw Amsterdam (später New York) gewinnen. |
|      | Jakob II. (* 14. Oktober 1633; † 16. September 1701)                                                                          | 1685–1689                                         | Bruder des Vorgängers                  | Als Jakob VII. auch König von Schottland. Bekannte sich als letzter englischer König zur römisch-katholischen Konfession und stand deshalb im ständigen Konflikt mit dem Parlament. Sein Versuch, einen absolutistischen Herrschaftsstil zu etablieren führte zu seiner Absetzung in der Glorious Revolution durch seine Tochter und Schwiegersohn. |
|      | Maria II. (* 30. April 1662; † 28. Dezember 1694) und Wilhelm III. Wilhelm von Oranien (* 14. November 1650; † 19. März 1702) | 1689–1694, bis 1702 herrschte Wilhelm III. allein | Tochter des Vorgängers und ihr Ehemann | Erkannte die in England üblichen Gesetze und Freiheiten in der Bill of Rights an, womit der Staat eine konstitutionelle Form annahm. Wilhelm war Statthalter der Niederlande. Durch die Glorious Revolution mit seiner Frau auf den Thron Englands, Schottlands (Wilhelm II.) und Irlands gehoben. Regierte nach dem Tod seiner Frau aus eigenem Recht weiter und behauptete sein Königtum gegen die Jakobiten in Schottland und Irland (Schlacht am Boyne, 1690). Im Act of Settlement 1701 wurden Katholiken aus der Thronfolge ausgeschlossen. Bildete mit Habsburg die Große Allianz gegen Frankreich. |
|      | Anne (* 16. Februar 1665; † 12. August 1714)                                                                                  | 1702–1714                                         | Schwester von Maria II.                | Letzte Stuartkönigin von England, Schottland und Irland. Unter ihrer Regentschaft stand England im spanischen Erbfolgekrieg gegen Frankreich. Wurde 1707 die erste Königin von Großbritannien. |

| Durch den Act of Union wurde am 1. Mai 1707 die seit einem Jahrhundert bestehende Personalunion zwischen England und Schottland aufgelöst und durch eine Realunion ersetzt. Damit wurde das Königreich Großbritannien begründet, welches weiterhin mit Irland in Personalunion vereint blieb. |

### Haus Hannover(Welfen)
| Bild | Name Alternativnamen (Lebensdaten)                                   | Regierungszeit | Verwandtschaft                                  | Anmerkungen |
| ---- | -------------------------------------------------------------------- | -------------- | ----------------------------------------------- | --- |
|      | Georg I. Georg Ludwig von Hannover (* 7. Juni 1660; † 22. Juni 1727) | 1714–1727      | Urenkel von Jakob I./VI. von England-Schottland | Herzog von Braunschweig und Lüneburg, seit 1698 Kurfürst von Hannover. Als Sohn der durch den Act of Settlement begünstigten Sophie von der Pfalz konnte er die Thronfolge der Königin Anne antreten. Begründete die Personalunion Großbritanniens und Irlands mit Kurhannover. |
|      | Georg II. (* 9. November 1683; † 25. Oktober 1760)                   | 1727–1760      | Sohn des Vorgängers                             | |
|      | Georg III. (* 4. Juni 1738; † 29. Januar 1820)                       | 1760–1801      | Enkel des Vorgängers                            | Nahm 1801 den Titel „König des Vereinigten Königreichs von Großbritannien und Irland“ an. |

| Durch den Act of Union von 1800 wurde am 1. Januar 1801 die Personalunion zwischen Großbritannien und Irland aufgelöst und durch eine Realunion ersetzt. Damit wurde das Vereinigte Königreich von Großbritannien und Irland begründet. |

## Das Vereinigte Königreich von Großbritannien und Irland/Nordirland
Für die Könige des Vereinigten Königreichs von Großbritannien und Irland/Nordirland (1801/1927 bis heute) siehe: Liste der britischen Monarchen.
Bis zur Separation des Irischen Freistaates vom Vereinigten Königreich im Jahr 1921 wurde der Monarch in Irland weiter durch den Lord Lieutenant of Ireland vertreten. Nordirland verblieb 1921 im britischen Staat, welcher deshalb seit 1927 den offiziellen Namen „Vereinigtes Königreich von Großbritannien und Nordirland“ führt. Der Monarch wurde in Nordirland bis 1972 von dem Governor of Northern Ireland vertreten, dessen Aufgaben danach dem neugeschaffenen Amt des Secretary of State for Northern Ireland anvertraut wurden.

## Das unabhängige Irland (Éire)
Erst durch die Separation des irischen Freistaats (irisch Saorstát Éireann, engl. Irish Free State) im Jahr 1921 erlangte Irland, mit Ausnahme von sechs der neun Ulster-Grafschaften (Nordirland), seine Unabhängigkeit mit dem britischen König als seinem Souverän. Dieser wurde bis 1937 durch den Governor-General of the Irish Free State vertreten. Die im Jahr 1937 in Kraft getretene Verfassung definierte den Staat als Republik mit dem Namen „Irland“ (Éire), in welchem die Aufgaben des Staatsoberhauptes einem Präsidenten anvertraut wurden. Die außenpolitische Vertretung der Republik lag aber verfassungsgemäß weiter beim britischen Monarchen als dem Oberhaupt des Commonwealth of Nations, bis Irland in dem am 18. April 1949 erlassenen Republic of Ireland Act den Commonwealth verließ und somit nach rund 780 Jahren der Fremdherrschaft seine vollständige Souveränität erlangte.
Für die Präsidenten von Irland (1937 bis heute) siehe: Präsident von Irland (Uachtarán na hÉireann).